# St. Cyriakus (Bettringen)

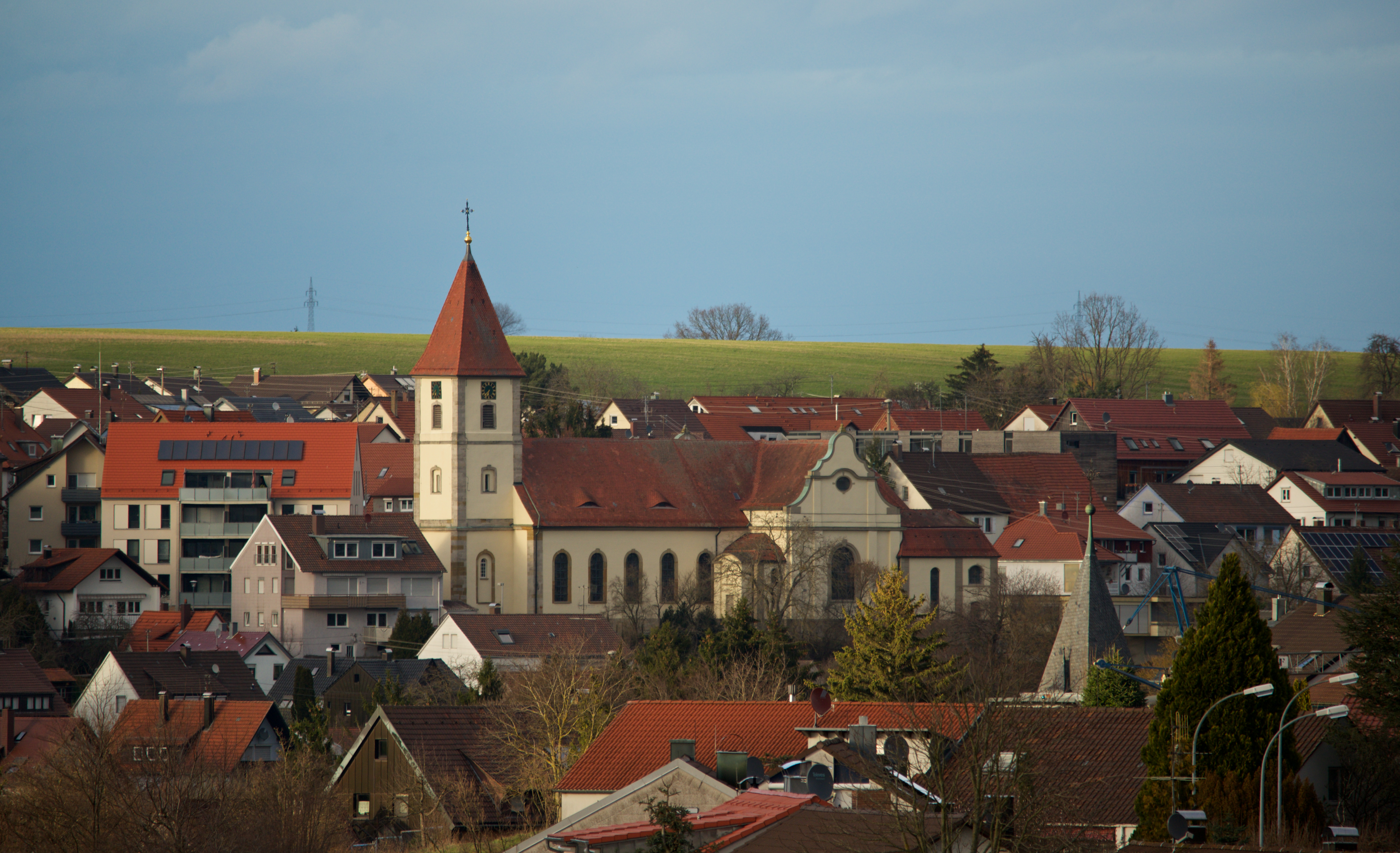
Die St.-Cyriakus-Kirche von Süden

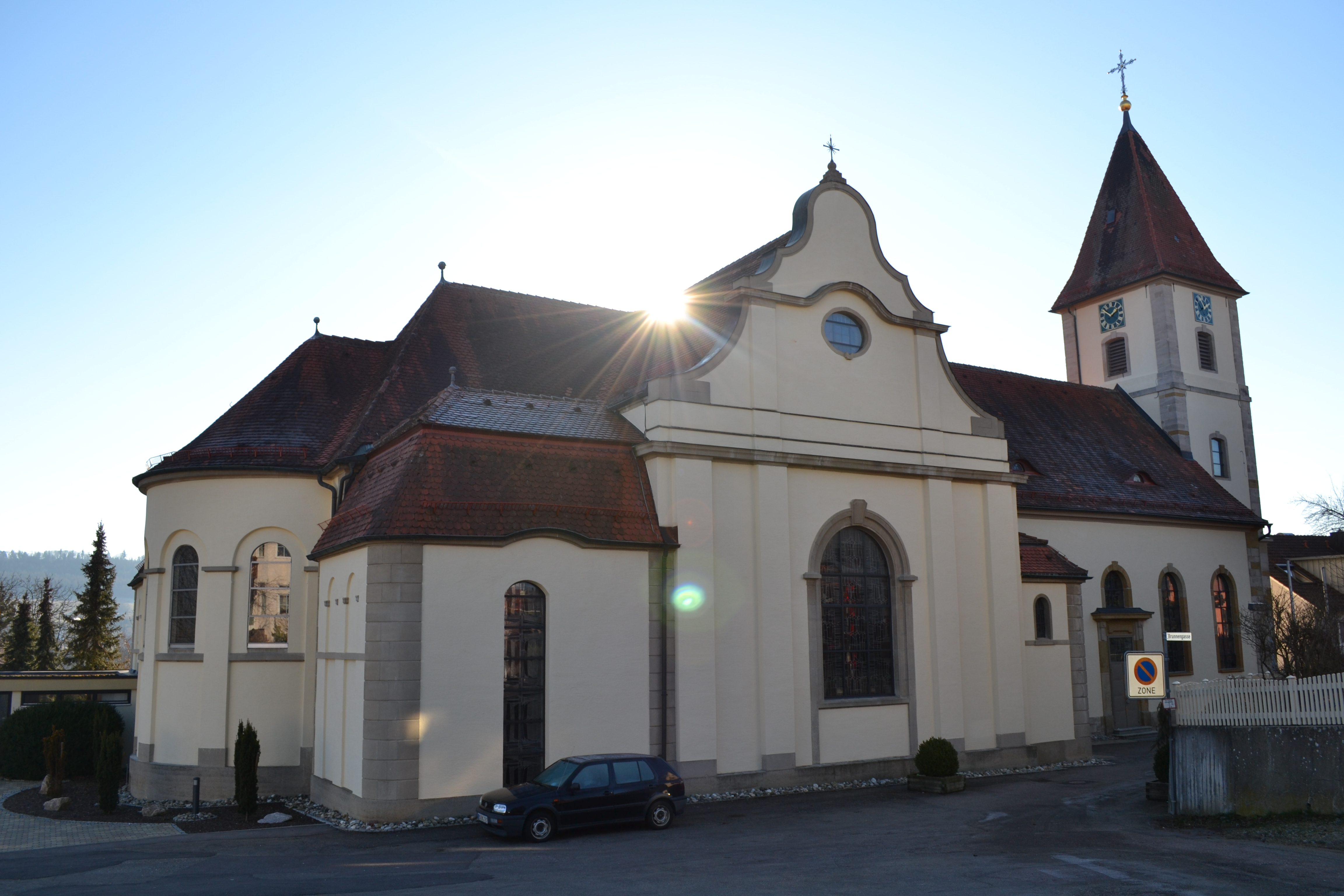
St. Cyriakus

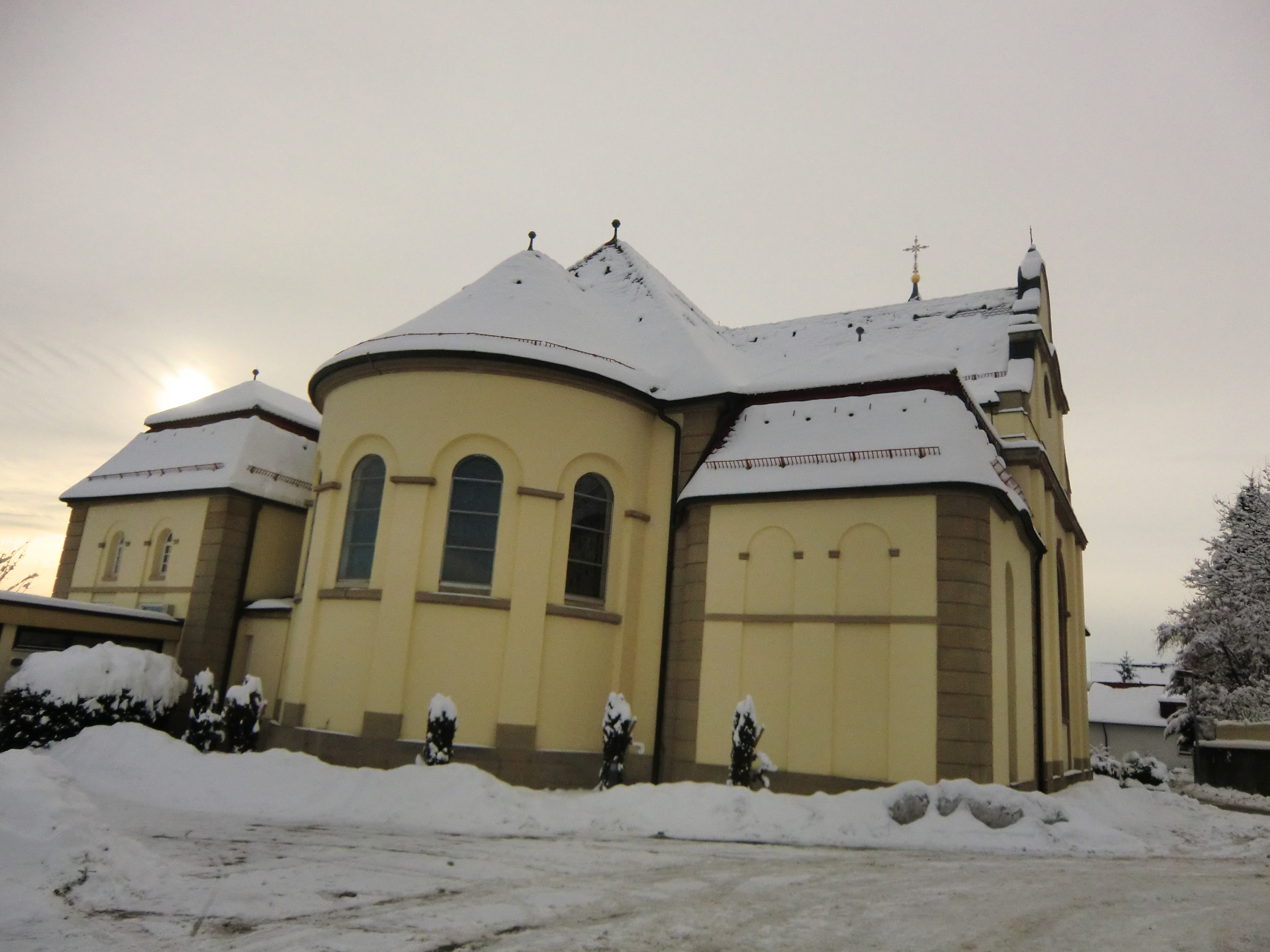
St. Cyriakus, Blick auf die Apsis von Osten

Die Pfarrkirche St. Cyriakus liegt in Schwäbisch Gmünd-Bettringen im Ostalbkreis. Sie wurde 1813 in Oberbettringen auf der abgerissenen Chorturmkirche St. Cyriakus von 1485 erbaut und ist die Hauptkirche Bettringens sowie Pfarrsitz der Seelsorgeeinheit Unterm Bernhardus im Dekanat Ostalb (Diözese Rottenburg-Stuttgart).

## Geschichte
Im 14. Jahrhundert wurde unterhalb des Geländes, auf dem heute das Alte Pfarrhaus steht, eine erste Kirche – neben der Ottilienkirche – errichtet, die dem Heiligen Mauritius gewidmet war. 1485 wurde eine Chorturmkirche errichtet, die den Heiligen Cyriakus als Patron hatte und als Nachfolgebau der Mauritiuskirche diente. Die Weihe wurde durch Weihbischof Ulrich aus Augsburg vollzogen.
Diese Kirche hatte 328 Jahre lang Bestand, wurde aber 1813 wegen Baufälligkeit abgerissen. Auf dem Gebiet des ehemaligen Amtshauses der Reichsstadt Schwäbisch Gmünd wurde die neue St. Cyriakus Kirche errichtet. Diese war im schlichten Rundbogenstil von Landbaumeisters Dillenius entworfen worden.
Hundert Jahre später kam es 1913 zu Erweiterungs- und Sanierungsarbeiten der Kirche. Seitdem hat sich die äußere Form der Kirche nicht mehr geändert. 1929 kam es zu einer Innenausmalung der Kirche im Alten Stil. Im Jahr 1969 kam es zu einer weiteren größeren Umgestaltung.
Im Jahr 2006 wurde die Kirche erneut saniert. Nach dem Abschluss der Arbeiten kam es 2007 nach einer Brandstiftung zu einem Feuer im Innenraum, weshalb 2008 die Kirche abermals umfangreich renoviert und saniert werden musste.
Im Jahr 2013 wurde im Rahmen des 200. Jubiläums der Pfarrkirche ein großes Jubiläum gefeiert, welches über das ganze Jahr hinweg mit verschiedenen größeren Aktionen gefeiert wurde. Unter anderem gab es zum Patrozinium eine Auftragskomposition von Christopher Tambling, die von etwa 130 Sängerinnen und Sängern und knapp 50 Instrumentalisten im Rahmen des Festival Europäische Kirchenmusik aufgeführt wurde.

## Ausstattung

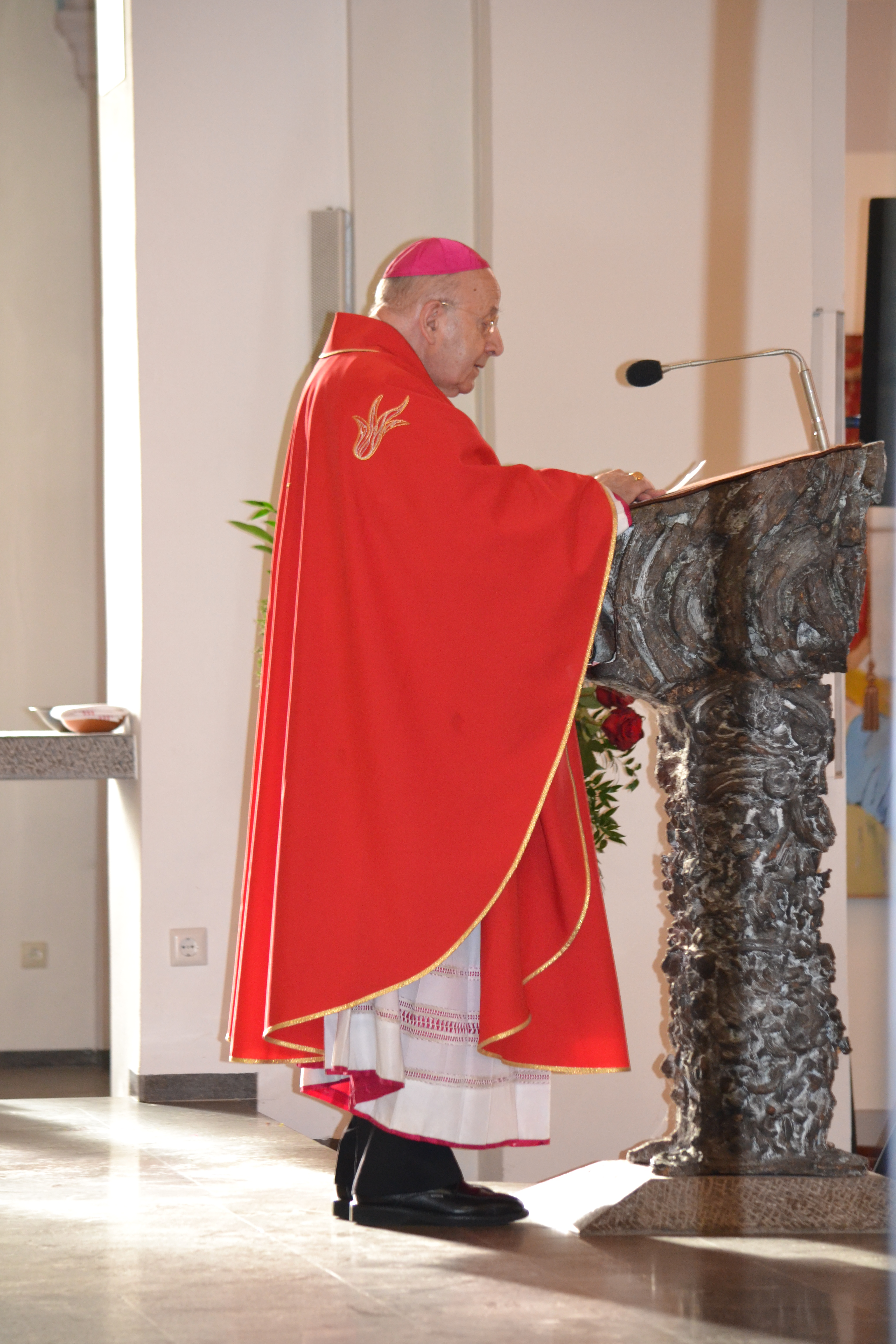
Erzbischof Rauber am Ambo der St.-Cyriakus-Kirche bei der Firmung

Der Ambo und der Altar sind Bronzearbeiten von Josef Baumhauer. Die Darstellungen auf dem Altar sind Schriftworte:
- Frontseite: Empfangt den Heiligen Geist, Jesus erscheint seinen Jüngern in Jerusalem (Pfingstereignis).
- linke Seite: Das Reich Gottes ist nahe!, Die Aussendung der Zwölf Jünger.
- rechte Seite: Kommt folgt mir nach! – Ich werde Euch zu Menschenfischern machen., Jesus begegnet Petrus, Andreas, Jakobus und Johannes am See Gennesaret.

Die Glasfenster in der Apsis wurden von Wilhelm Geyer 1947 mit dem Titel Christus im Glänze seiner Heiligen gestaltet. Dargestellt werden der Heilige Stephanus, der Heilige Petrus, Christus, der Heilige Johannes und der Kirchenpatron Cyriakus.
Die Kirche besitzt zwei Seitenkapellen, die Marienkapelle im Nordosten und die Taufkapelle im Südosten. Die Marienkapelle ist mit der Truhenorgel, einer Marienstatue, die aus dem 18. Jahrhundert stammt, wobei die Krone erst im 19. Jahrhundert hinzukam, sowie mit einer Statue der Heiligen Anna ausgestattet. Die Marienkapelle dient bei Mitwirkung durch Chöre oder Bands sowie Solisten des Orchesters, während das Tuttiorchester der Kirchengemeinde von der Empore spielt. In der Taufkapelle befindet sich eine Marienstatue, sowie ein Bild der Vierzehn Nothelfer. Zudem ist das Taufbecken der Kirche hier zu finden.
Die Kirche hat circa 400 Sitzplätze, sowie einige Sitzplätze in den Seitenkapellen und auf der Orgelempore.
Die Christusglocke von 1504, angefertigt von dem Glockengießer Pantlion Sydler in Esslingen, gilt als die bedeutendste Glocke der Kirche.

## Orgeln

### Hauptorgel

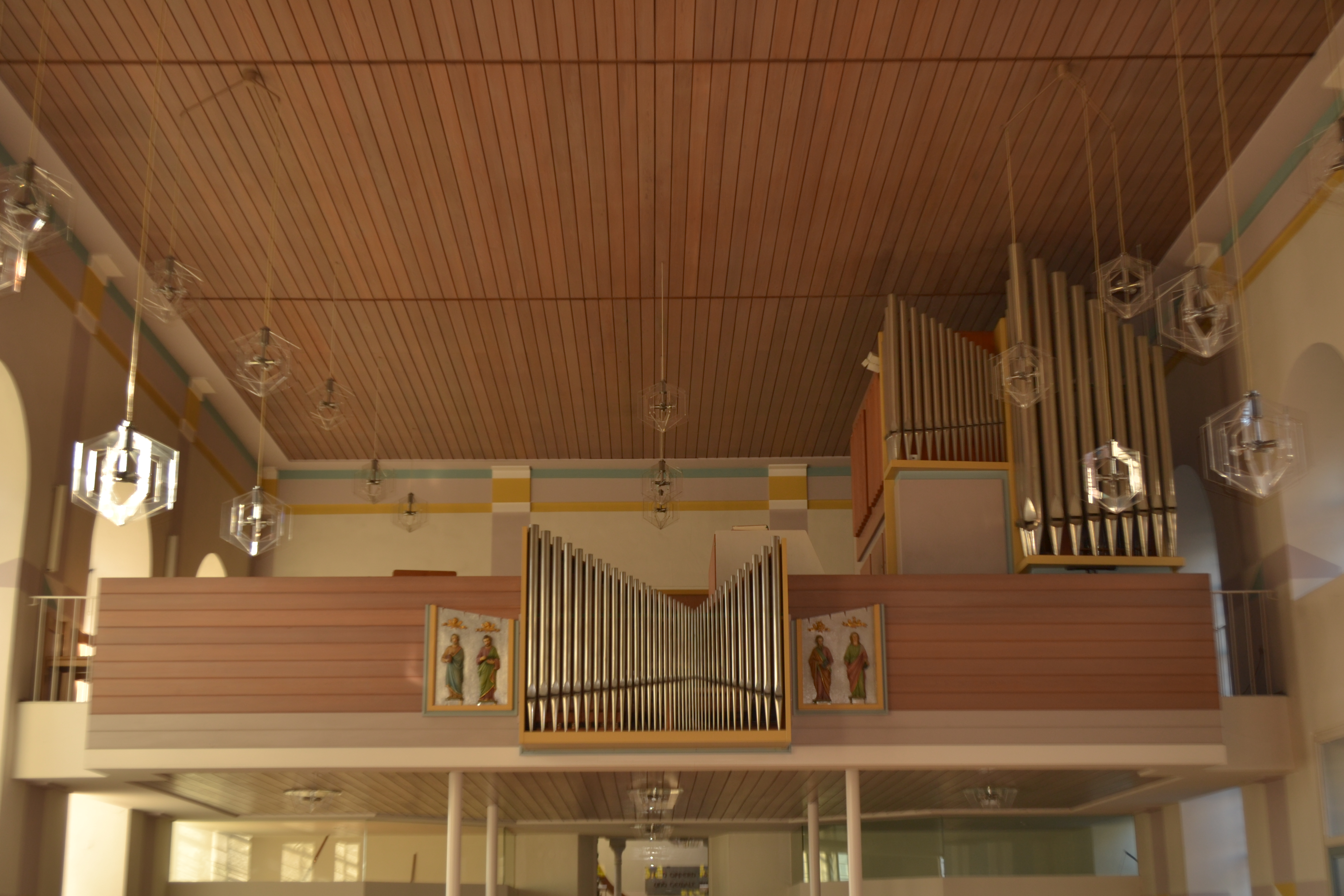
Orgel

Die Hauptorgel in der St.-Cyriakus-Kirche ist dreimanualig und wurde 1969 im Zuge einer umfassenden Renovierung der Kirche von Peter Paul Köberle aus Schwäbisch Gmünd installiert. Das Instrument verfügt über 32 Register und hat folgende Disposition:
| I Hauptwerk C–g3 |       |
| Pommer           | 16′   |
| Principal        | 8′    |
| Rohrflöte        | 8′    |
| Octave           | 4′    |
| Gemshorn         | 4′    |
| Nasatquinte      | 2 ⁄3′ |
| Blockflöte       | 2′    |
| Mixtur V–VI      | 2′    |
| Helltrompete     | 8′    |
| Tremulant        |       |

| II Schwellwerk C–g3   |        |
| Rohrflöte             | 8′     |
| Quintade              | 8′     |
| Italienisch Principal | 4′     |
| Schwegel              | 2′     |
| Terz                  | 1 3⁄5′ |
| Sifflöte              | 1 ⁄3′  |
| Scharffzimbel IV      | 2⁄3′   |
| Dulcian               | 16′    |
| Tremulant             |        |

| III Rückpositiv C–g3 |            |
| Gedackt              | 8′         |
| Principal            | 4′         |
| Kleingedackt         | 4′         |
| Oktave               | 2′         |
| Larigot              | 1 ⁄3′ + 1′ |
| Scharff III          | 1′         |
| Oboe                 | 8′         |
| Tremulant            |            |

| Pedal C–f1    |         |
| Subbass       | 16′     |
| Zartbass      | 16′     |
| Oktavbass     | 8′      |
| Spitzgambe    | 8′      |
| Choralbass    | 4′ + 2′ |
| Hintersatz IV | 2⁄3′    |
| Posaune       | 16′     |
| Tromba        | 8′      |

### Truhenorgel

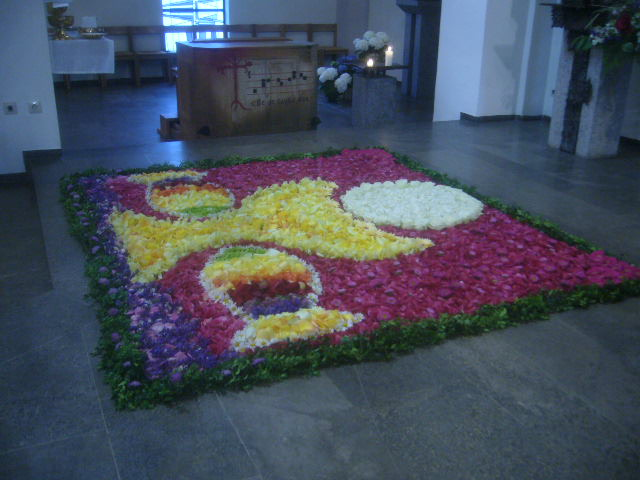
Fronleichnamsblumenteppich mit Blick auf die Truhenorgel

In der St.-Cyriakus-Kirche befindet sich zudem eine kleinere, einmanualige Truhenorgel mit Pedal, die vor allem werktags, an Vespern und teilweise bei Doppelorgelkonzerten oder Doppelorgelgottesdiensten verwendet wird. Bei den Konzerten der Schule, z. B. Weihnachtskonzert des Scheffold Gymnasiums wurde die Truhenorgel verwendet.
Die Truhenorgel befindet sich in der Marienkapelle und hat folgende Disposition:
| Manual      |        |
| Rohrflöte   | 8′     |
| Gedeckt     | 4′     |
| Principal   | 2′     |
| Nasatquinte | 2 ⁄3′  |
| Terz        | 1 3⁄5′ |
| Oktävlein   | 1′     |

## Gemeinde

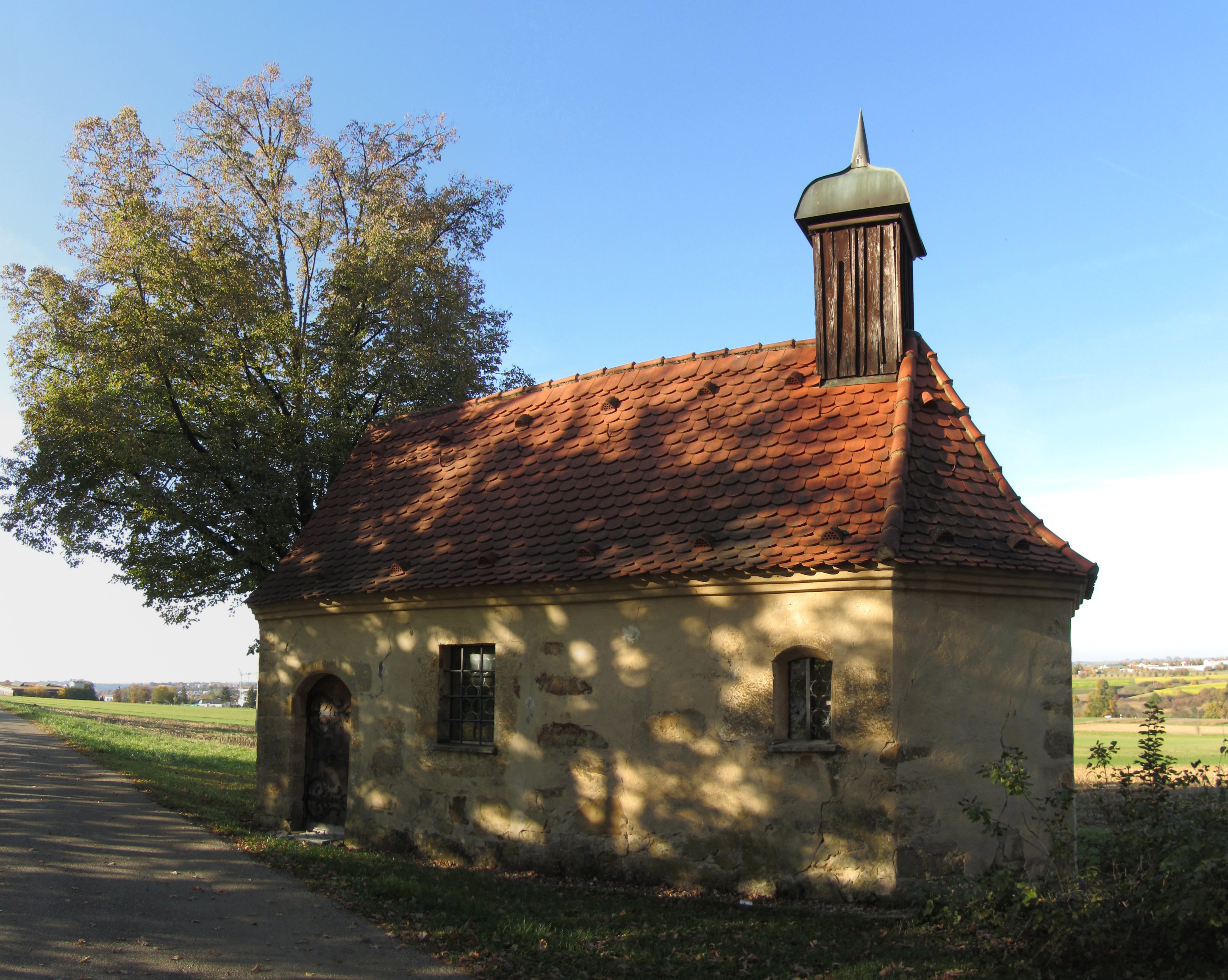
Die dem heiligen Felix von Cantalice geweihte Felixkapelle

Die Kirche ist Pfarrsitz der Seelsorgeeinheit Unterm Bernhardus.
Zur St. Cyriakus-Kirche und Kirchengemeinde gehören die Kirchen St. Ottilia und die Auferstehung-Christi-Kirche, sowie die Felixkapelle.

### Pilgerfahrten
Die Gemeinde begeht jährlich einige Wallfahrten. Lokale Wallfahrten führen sie zur Wallfahrtskirche St. Maria auf dem Rechberg und zur Wallfahrtskapelle St. Bernhardus auf dem Bernhardus.
Seit 1747 wallfahren die (Ober-)Bettringer jährlich 42,2 km zu Fuß, zum Gnadenbild der Schmerzensmutter in Oberelchingen.